# Geolyces polyglena
Geolyces polyglena là một loài bướm đêm trong họ Geometridae.